# Притчи (цикл фильмов)
«При́тчи» — белорусский цикл художественных фильмов, пенталогия, пять серий которой сняты с 2010 по 2018 год студией во имя святого исповедника Иоанна Воина Свято-Елисаветинского монастыря по мотивам известных христианских притч. Режиссёр первых двух серий, четвёртой и пятой — Виталий Любецкий, третьей — монахиня Иоанна (Орлова). Первые две серии, а также четвёртая и пятая сняты силами и средствами монастыря, третья — при финансовой поддержке Министерства культуры Беларуси. Выходит по благословению духовника Свято-Елисаветинского монастыря протоиерея Андрея Лемешонка.
По словам режиссёра, у первой серии фильма (следует полагать, что и у последующих серий) «самая широкая аудитория. Её могут смотреть как верующие, так и неверующие люди. Человеку воцерковленному всё это близко и понятно. А мирскому человеку комментирующий истории священник (бонус к фильму) объяснит тонкости духовной жизни православного верующего». Притчи сняты с использованием в том числе реалий современной жизни в очень доступном и динамичном стиле, понятном современному зрителю.
Президент Международного православного Сретенского кинофестиваля «Встреча» монахиня София (Ищенко) назвала работу режиссёра Виталия Любецкого «яркой проповедью с экрана, пособием по духовной работе над собой».
Картина демонстрировалась на итальянском фестивале Religion Today, после которого режиссёра Виталия Любецкого наряду с Павлом Лунгиным и Александром Сокуровым пригласили в Ватикан для участия в международной конференции «Кино и вера».

## Серии
С 2010 по 2018 год завершена работа над 5 фильмами, в состав каждого из которых вошло по три притчи (в пятом фильме — 8 историй и пролог). 

### «Притчи» (2010)[1]
- - «Необычное послушание». Сюжет основывается на притче из древнего Патерика, основная идея которой заключается в следующем: от похвалы не возгордиться и не роптать, когда бранят. Молодой послушник, рассказывающий паломникам о красоте монашеского подвига, возгордился, когда его похвалила восторженная прихожанка. Чтобы вразумить юношу, духовник отправляет его на кладбище — сначала ругать, а потом и хвалить покойников…
  - «Немая молитва». Притча, основанная на рассказах святителя Василия Кинешемского, показывает то, что люди, желающие быть услышанными Богом, зачастую, стоя в храме, заняты мирскими мыслями. Духовнику обители кажется странным, что люди ходят в церковь, молятся Богу, а им становится лишь тяжелее и греха не убывает. Во время молитвы ему является ангел и показывает, о чём думают люди во время литургии…
  - «Как Спаситель в гости ходил». Основывается на проповеди архимандрита Павла (Груздева) о том, как облачённый в земное Христос «ходил в гости» и был неоднократно отвергнут хозяином дома и принят другим человеком. Блаженная предсказывает прихожанке монастыря Марии, что к ней придёт Христос. Та так занята приготовлениями к грядущей встрече, что не обращает внимания на людей, которые нуждаются в её помощи. Зато сосед Марии — мальчик-сирота Васятка, который также ждёт Христа — не проходит мимо чужой беды. Утром Спаситель является Марии и вразумляет её…

#### В ролях
- Александр Ткачёнок — духовник
- Михаил Есьман — послушник
- Елена Сидорова — Мария, прихожанка монастыря
- Сергей Новицкий — пьяница
- Никита Пальчевский — Васятка, сосед Марии
- Андрей Волчек — Ангел
- Людмила Жданович — блаженная
- Василий Ницко — папа Васятки / человек в похоронной процессии
- Валерий Шушкевич — голос автора и Спасителя

### «Притчи 2» (2011)[2]
- - «Лампадка». Послушник идёт принимать пожертвование у деревенской семьи и, вернувшись, жалуется духовнику, что в той семье совсем не молятся и вспоминают Бога только по одному разу утром и вечером. Духовник в назидание даёт ему новое послушание: обойти вокруг деревни с лампадкой в руках, не пролив при этом ни единой капли масла и не затушив огня…
  - «Рубашка». У Марии (той самой прихожанки монастыря, которая Спасителя в гости ждала) сложная судьба: она потеряла мужа, на неё всё время жалуется сосед по даче, взятый в подмогу по хозяйству бомж не очень-то стремится работать, но постоянно пытается выпросить у Марии какую-нибудь подачку. Но она не унывает — добром платит за зло, молится и ждёт чуда. И оно происходит…
  - «Трое вас — трое нас». События даны в восприятии послушника, который вместе с другими насельниками присутствует на одной из бесед с духовником, читающим им эту притчу отца Павла (Груздева). На одном острове жили три старца-рыбака. Как-то раз мимо на корабле проплывал известный и почитаемый всеми архимандрит. Услыхав, что на острове живут святые чудотворцы, он не поверил и решил сам всё проверить. Его смутило, что рыбаки не знали даже «Отче наш» и он стал учить их правильно молиться. Впрочем, дальнейшие события многому научили и самого архимандрита…

Данный сюжет брал за основу поэт Ю. П. Кузнецов в своём последнем стихотворении «Молитва», написанном за три дня до кончины. Изначально у преподобного Амвросия Оптинского (Житие, ч. 2) в аналогичном рассказе фигурирует не архимандрит, а просто путешественники. Сюжет использовался Л. Н. Толстым при написании рассказа «Три старца», в котором на остров к трём отшельникам прибывает архиерей. Затем уже в современном виде притча встречается у архимандрита Павла (Груздева).

#### В ролях
- Александр Ткачёнок — духовник / отец Александр, архимандрит
- Михаил Есьман — Михаил, послушник / сопровождающий архимандрита
- Елена Сидорова — Мария, дачница
- Сергей Новицкий — Димитрий, бомж
- Николай Рябычин — Иван, крестьянин
- Наталья Волчек — жена Ивана
- Виктор Богушевич — Михалыч, сосед Марии по даче
- Владимир Матросов, Александр Борода, послушник Юрий (Мицуль) — Ваня, Вася и Илюша, рыбаки
- Максим Пониматченко — Иван Сергеич, участковый
- Владимир Алымов — прислужник / сопровождающий архимандрита
- Олег Любецкий — капитан
- Валерий Бельский — рулевой
- Константин Карманов — монах / голос Спасителя
- Валерий Шушкевич — голос автора

### «Три слова о прощении» («Притчи 3») (2012)[5][6]
Действие третьего фильма разворачивается в XIX веке в одной из деревень Могилёвской губернии и сюжетно не связано с остальными фильмами пенталогии:
- - «Думай, о чём просишь». Сюжет притчи основывается на реальном случае, описанном в книгах Сергея Нилуса и митрополита Вениамина (Федченкова), в соответствии с которыми вор, приступающий к «работе», просит помощи у Николая Чудотворца. И святой угодник является грешнику с тем, чтобы вразумить его…
  - «Старый дед и внучек». В основе этой притчи, отчасти основанной на рассказе Льва Толстого, лежит христианское осмысление проблемы отцов и детей. Селянин, состарившись, сталкивается с непониманием взрослого сына и его жены, которые, не желая терпеть его немощь, даже пищу кладут ему не в миску, а в корыто. Но заблуждающихся взрослых вразумляет их собственный сын — внук селянина…
  - «Гвозди». Сюжет основывается на известной восточной притче, в которой много раз ошибавшийся плотник ломал жизни как себя, так и других людей, однако скорби и боль потерь умудрили его. Теперь он пытается научить своего вспыльчивого сына не ранить людей и избегать непоправимых ошибок…

#### В ролях
- Лев Дуров — Павел Алексеевич, барин
- Григорий Соловьёв — Илья, вор
- Руслан Чернецкий — Апанас Петрович, приказчик
- Сергей Власов — Алесь, писарь
- Антон Лапко — Ваня
- Валерий Агаян — дедушка Вани
- Евгения Кульбачная — Татьяна, мама Вани
- Александр Абрамович — Пётр, плотник (озвучивает Иван Мацкевич)
- Юлия Смирнова — Катерина, старшая сестра Вани
- Георгий Сивохин — Петька, сын плотника
- Игорь Карпиевич — Кузьма, папа Вани (озвучивает Виктор Манаев)
- Зинаида Зубкова — книгоноша
- Екатерина Прохорова — Катерина, служанка барина
- Валерий Бельский — Святитель Николай Чудотворец (озвучивает Валерий Шушкевич)

В третьей серии фильма задействованы актёры Национального академического театра им. Я. Купалы, Русского драматического театра им. Горького, Витебского академического драматического театра им. Я. Коласа, Театра-студии киноактёра, Белорусского республиканского театра юного зрителя и др.

### «Притчи 4» (2013)[9]
- - «Лествица». Притча повествует о молодом и амбициозном бизнесмене, который после воцерковления решил помогать бедным, но, возгордившись, в итоге упал с ведущей на небо лествицы, которая перед ним появилась.
  - «Родничок». Притча повествует о послушнике, который во время исповеди был «словно чистый родничок». Но только нагрешил он потом и из «чистого родничка» превратился в «смрадное болото»…
  - «Мудрый послушник». Послушник, который с помощью духовника исправил свои ошибки, со временем смог помирить двух крепко поссорившихся друзей. Правда, для этого ему пришлось немало потрудиться, но зато он твёрдо усвоил слова духовника: «Смотри в себя — и будет с тебя».

#### В ролях
- Александр Ткачёнок — духовник
- Михаил Есьман — послушник
- Алексей Яровенко — Сергей Сергеич, бизнесмен
- Александр Одинец — помощник Сергея Сергеича
- Светлана Бень — Светочка, секретарша Сергея Сергеича
- Александр Тиханович — крупный бизнесмен, давший кредит
- Олег Ткачёв — Карл Карлович («Каркарыч»), прораб
- Геннадий Готовчиц — Олег Александрович («Осаныч»), завскладом
- Людмила Жданович — блаженная
- Сергей Новицкий — бомж
- Валерий Шушкевич — голос автора

### «Великий пост. Ошибкинеофита» (2018)[10]
Полнометражный фильм об ошибках только-только пришедшего в монастырь трудника (в дальнейшем — послушника) во время Великого поста. Представляет собой предысторию первой, второй и четвёртой серии:
- - «Пролог». Двухминутный ролик о труднике, пришедшем в монастырь, чтобы стать монахом; о том, кто такой неофит и какие ошибки могут ждать новоначальную душу, которая, придя к вере в Бога, словно на крыльях летает.
  - «Прощёное воскресенье». Притча повествует о том, как трудник на Прощёное воскресенье попросил у всех людей, которых обидел, прощения, но, выйдя из храма, обругал случайно толкнувшего его человека.
  - «Эх, запощусь!». Трудник, вдохновлённый наставлениями отцов-пустынников, решил стать аскетом. Набрал в библиотеке кучу толстых книг, выкинул всю скоромную пищу, которая у него была. Да вот только осуждал простых монахов — дескать, перевелись они на Руси. Тогда и получил он урок — нельзя, делая что-то благое, судить других.
  - «Домолился». Трудник решил молиться в собственной келье один, как великие пустынники. На службе же, где молились все, ему хотелось спать. И домолился он один до такой степени, что стали являться ему видения. Хорошо, что духовник рядом! Прогнал он прелесть нечистую да приказал молодому труднику каждый день ходить на общую службу, переселиться в общую келью, а из книг оставить только Евангелие и молитвослов, что тот и сделал.
  - «Сухоядение». Решил как-то трудник прожить Великий пост на сухом хлебе и воде. Перестал он трапезничать вместе со всеми и чуть не довёл себя до истощения организма такой пищей. С этих пор и стал он правильно питаться, следуя посту.
  - «Бабушкины пироги». Как-то трудник поехал к своей бабушке в гости. Да вот только на столе у неё было только скоромное (курятина, пироги с мясом, колбаса, салат оливье), а на дворе стоял Великий пост. Отругал парень пожилую женщину, которая старалась для него, но всё же, чтобы совсем не огорчать бабушку, съел всё то, что она приготовила. А когда ехал обратно в монастырь, посмотрел на планшете проповедь духовника, в которой говорилось о том, что не следует ругать родственников, если они хотят накормить в пост тем, что есть, но предупредить их, чтобы в следующий раз они не готовили скоромного.
  - «Полная исповедь». Притча о том, как трудник подготовил гигантский список своих грехов и на исповеди рассказал его духовнику. А надо именно каяться в грехах, а не просто зачитывать список без осознания того, что согрешил. Кроме того, перед исповедью нужно помириться со всеми, с кем поссорился. К счастью, трудник благодаря проповеди духовника это осознал и, позвонив по телефону бабушке, попросил у неё прощения за то, что обидел её, когда приезжал.
  - «Искушение». Притча о том, как однажды трудник, услышав разговор двух суеверных паломниц, поверил в то, что все курьёзы, которые случаются с людьми — это искушения. Тогда батюшка дал ему хороший совет — не верить в суеверные россказни.
  - «Разговелся». Во время Страстной седмицы трудник очень хотел поесть скоромного, но пришлось ждать Пасхи и говеть. А когда во время праздника объелся трудник с радости пасхальными яйцами и пришлось ему вызывать «скорую помощь», дал ему духовник хороший совет — нужно поститься не до умопомрачения, но и разговеться тоже надо достойно.

#### В ролях
- Александр Ткачёнок — духовник
- Михаил Есьман — трудник
- Александр Жданович — благочинный
- Сергей Новицкий — бомж
- Валерий Шушкевич — голос автора

## Съёмочная группа
«Притчи» (2010)
- Авторы сценария: Виталий Любецкий, Элла Милова
- Режиссёр-постановщик — Виталий Любецкий
- Оператор-постановщик — Татьяна Логинова
- Художник-постановщик — Владислав Данилович
- Композитор — Вадим Сажин

«Притчи 2» (2011)
- Автор сценария — Виталий Любецкий
- Режиссёр-постановщик — Виталий Любецкий
- Оператор-постановщик — Татьяна Логинова
- Художник-постановщик — Леонид Прудников
- Композитор — Вадим Сажин

«Три слова о прощении» (2012)
- Авторы сценария: Элла Милова, монахиня Иоанна (Орлова), Виталий Любецкий, Наталья Селиванова
- Режиссёр-постановщик — монахиня Иоанна (Орлова)
- Оператор-постановщик — Любовь Князева
- Художник-постановщик — Александр Чертович
- Композитор — Людмила Енко

«Притчи 4» (2013)
- Авторы сценария: Виталий Любецкий, Наталья Селиванова
- Режиссёр-постановщик — Виталий Любецкий
- Оператор-постановщик — Татьяна Логинова
- Композитор — Вадим Сажин

«Великий пост. Ошибки неофита» (2018)
- Автор сценария — Виталий Любецкий
- Режиссёр-постановщик — Виталий Любецкий
- Оператор-постановщик — Андрей Дук
- Художник-постановщик — Виктория Рапович
- Композитор — Вадим Сажин

## Награды
- Фильм «Притчи» в ряду других кинофильмов признанной лучшим продюсером белорусской студии во имя Святого исповедника Иоанна Воина отмечен в номинации «Лучший продюсер» XVI Международного фестиваля «Радонеж».
- Специальный приз Президента VI Международного православного Сретенского кинофестиваля «Встреча» — 2011 (Обнинск, Россия).
- Лучший художественный фильм VI Международного фестиваля православных фильмов «Крест Святого Андрея» — 2011 (Батуми, Грузия).
- Второе место в номинации «Кино» в первой Национальной премии в области нравственности в искусстве «На Благо Мира» — 2012 (Москва, Россия).
- Диплом «За интересное творческое воплощение библейской притчи» на XI Киевском Международном фестивале документальных фильмов «Kinolitopys» — 2012 (Киев, Украина).
- II премия в категории «Короткометражное кино» и диплом за дизайн на Х Международном фестивале православного кино «Покров» — 2012 (Киев, Украина).